# Rolf Nesch
Emil Rudolf Nesch (Oberesslingen am Neckar, 7 gennaio 1893 – Oslo, 27 ottobre 1975) è stato un pittore norvegese-tedesco.
Conosciuto come: Rolf Nesch è stato anche un grafico.

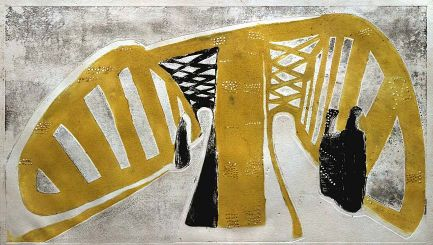
Rolf Nesch – Elbbrücke I - 1932 (335x595mm)

## Biografia
Frequentò l'accademia di Dresda negli anni 1912-1914. Aderì al gruppo di artisti detto della Secessione di Stoccarda. Partecipò  alla prima guerra mondiale dove fu fatto prigioniero dagli inglesi. Dal 1946 ebbe la cittadinanza norvegese.